# Choozhal
Choozhal es una  ciudad censal situada en el distrito de Kanyakumari en el estado de Tamil Nadu (India). Su población es de 6087 habitantes (2011). Se encuentra a 31 km de Thiruvananthapuram y a 84 km de Tirunelveli. 

## Demografía
Según el censo de 2011 la población de Choozhal era de 6807 habitantes, de los cuales 3373 eran hombres y 3434 eran mujeres. Choozhal tiene una tasa media de alfabetización del 92,61%, superior a la media estatal del 80,09%: la alfabetización masculina es del 94,75%, y la alfabetización femenina del 90,52%.